# FBI (seriál)
FBI je americký dramatický televizní seriál stanice CBS, který měl premiéru 25. září 2018. Tvůrcem seriálu je Dick Wolf. Hlavní role hrají Missy Peregrym, Jeremy Sisto, Zeeko Zaki, Ebonée Noel a Sela Ward. Dne 20. září 2017 získalo FBI 13 dílů. 11. října 2018 bylo oznámeno, že seriál dostal od stanice CBS plnou řadu.
Dne 25. ledna byla stanicí CBS objednána druhá řada, která měla premiéru 24. září 2019. V květnu 2020 stanice objednala třetí řadu, ta měla premiéru dne 17. listopadu 2020.

## Obsazení

### Hlavní role
- Missy Peregrym jako agentka FBI Maggie Bell[7]
- Zeeko Zaki jako agent FBI Omar Adom „OA“ Zidan[8][9]
- Jeremy Sisto jako agent FBI Jubal Valentine[10]
- Ebonée Noel jako Kristen Chazal (1.–2. řada)[11][9]
- Connie Nielsen jako agentka Ellen Solberg[12][13]
- Sela Ward jako Dana Mosier (1. řada)[14]
- Alana de la Garza jako Isobel Castille (od 2. řady, 1. řada – hostující role)
- John Boyd jako Stuart Scola, speciální agent FBI a kolega Kristin (od 2. řady)
- Katherine Renee Turner jako Tiffany Wallace (od 3. řady), jako bývalá policistka NYPD, která nahradí Kristen poté co se odstěhuje do Dallasu.

### Vedlejší role
- James Chen jako Ian Lim, analytik FBI
- Derek Hedlung jako agent JT
- Thomas Phillip O'Neil jako Dr. Neil Mosbach
- Rodney Richardson jako Ray Stapleton (1. řada)
- Nina Lisandrello jako Eve Nettles (1. řada)
- Taylor Anthony Miller jako Kelly Moran (2. řada)
- Roshawn Franklin jako Trevor Hobbs (2. řada)
- Vedette Lim jako Elise Taylor (2. řada)
- Catherine Haena Kim jako Emily Ryder (2. řada)

### Hostující role
- Dallas Roberts jako Robert Lawrence
- Mac Brandt jako Brick Peters
- Melanie Nicholls-King jako Keisha Grant
- Dorothy Lyman jako Jilly Peters
- Matt Walton jako Carter Pope
- Lenny Venito jako Lee Shalgos
- Nina Lisandrello jako Even Nettles
- Joy Suprano jako Eliza Holliman
- Michael C. Williams jako Cole Cooper
- Timothy Adams jako Richard Cook
- Yul Vazquez jako Bryce Miller
- Eion Bailey jako Gary Lynch
- Ashley Churchill Williamsová jako Alexis Lynch
- Paul Anthony Stewart jako Chris Jensen

## Seznam dílů

### První řada (2018–2019)
| Č. v seriálu | Č. v řadě | Původní název          | Režie                | Scénář                                           | Premiéra v USA     |
| ------------ | --------- | ---------------------- | -------------------- | ------------------------------------------------ | ------------------ |
| 1            | 1         | Pilot                  | Niels Arden Oplev    | námět: Dick Wolf a Craig Turk scénář: Craig Turk | 25. září 2018      |
| 2            | 2         | Green Birds            | Nick Gomez           | Aaron Fullerton                                  | 2. října 2018      |
| 3            | 3         | Prey                   | Norberto Barba       | Andrew Wilder                                    | 9. října 2018      |
| 4            | 4         | Crossfire              | Arthur Forney        | Brian Anthony                                    | 16. října 2018     |
| 5            | 5         | Doomsday               | Fred Berner          | Judith McCreary                                  | 23. října 2018     |
| 6            | 6         | Family Man             | Jean de Segonzac     | Barbie Kligman                                   | 30. října 2018     |
| 7            | 7         | Cops and Robbers       | Jean de Segonzac     | Hadi Nicholas Deeb                               | 13. listopadu 2018 |
| 8            | 8         | This Land is Your Land | Charlotte Brandstrom | Claire Demorest                                  | 20. listopadu 2018 |
| 9            | 9         | Compromised            | Ed Omelas            | Katie Swain                                      | 4. prosince 2018   |
| 10           | 10        | The Armorer's Faith    | Nicole Rubio         | Andrew Wilder                                    | 11. prosince 2018  |
| 11           | 11        | Identity Crisis        | Norberto Bara        | Rick Eid                                         | 15. ledna 2019     |
| 12           | 12        | A New Dawn             | Terry Miller         | Brian Anthony                                    | 22. ledna 2019     |
| 13           | 13        | Partners in Crime      | Jean De Segonzac     | Claire Demorest                                  | 12. února 2019     |
| 14           | 14        | Exposed                | Norberto Barba       | David Amann                                      | 19. února 2019     |
| 15           | 15        | Scorched Earth         | Nick Gomez           | Rick Eid a Brian Anthony                         | 26. února 2019     |
| 16           | 16        | Invisible              | Charles Carroll      | Joe Halpin                                       | 12. března 2019    |
| 17           | 17        | Apex                   | Jean De Segonzac     | Andrew Wilder                                    | 26. března 2019    |
| 18           | 18        | Most Wanted            | Fred Berner          | René Balcer                                      | 2. dubna 2019      |
| 19           | 19        | Conflict of Interest   | Christine Swanson    | Nick Santoro                                     | 16. dubna 2019     |
| 20           | 20        | What Lies Beneath      | Vince Misiano        | David Amann                                      | 30. dubna 2019     |
| 21           | 21        | Appearances            | Jean De Segonzac     | Joe Halpin                                       | 2. dubna 2019      |
| 22           | 22        | Closure                | Nicole Rubio         | Rick Eid                                         | 2. dubna 2019      |

### Druhá řada (2019–2020)
| Č. v seriálu | Č. v řadě | Původní název        | Režie            | Scénář                          | Premiéra v USA     | Sledovanost v USA (v milionech diváků) |
| ------------ | --------- | -------------------- | ---------------- | ------------------------------- | ------------------ | -------------------------------------- |
| 23           | 1         | Little Egypt         | Arthur W. Forney | Rick Eid                        | 24. září 2019      | 8,83                                   |
| 24           | 2         | The Lives of Others  | Alex Chapple     | David Amann                     | 1. října 2019      | 9,46                                   |
| 25           | 3         | American Idol        | Milena Govich    | Mo Masi                         | 8. října 2019      | 8,70                                   |
| 26           | 4         | An Imperfect Science | Jean de Segonzac | Erica Shelton Kodish            | 15. října 2019     | 8,75                                   |
| 27           | 5         | Crossroads           | Charles Carroll  | Rick Eid a Clare Demorest       | 22. října 2019     | 8,87                                   |
| 28           | 6         | Outsider             | Stephen Surjik   | Rick Eid a David Amann          | 5. listopadu 2019  | 8,87                                   |
| 29           | 7         | Undisclosed          | Emile Levisetti  | Joe Halpin a Katherine Visconti | 12. listopadu 2019 | 8,87                                   |
| 30           | 8         | Codename: Ferdinand  | Alex Zakrzewski  | David Amann                     | 19. listopadu 2019 | 8,83                                   |
| 31           | 9         | Salvation            | Alex Chapple     | Rick Eid                        | 26. listopadu 2019 | 8,81                                   |
| 32           | 10        | Ties That Bind       | Stephen Surjik   | Claire Demorest                 | 17. prosince 2019  | 8,47                                   |
| 33           | 11        | Fallout              | Alex Chapple     | David Amann                     | 7. ledna 2020      | 9,32                                   |
| 34           | 12        | Hard Decision        | Emile Levisetti  | Joe Halpin                      | 14. ledna 2020     | 8,57                                   |
| 35           | 13        | Payback              | Monica Raymund   | David Amann a Mo Masi           | 21. ledna 2020     | 9,24                                   |
| 36           | 14        | Studio Gangster      | Alex Chapple     | Rick Eid                        | 28. ledna 2020     | 9,26                                   |
| 37           | 15        | Legacy               | Carl Seaton      | Claire Demorest                 | 11. února 2020     | 8,93                                   |
| 38           | 16        | Safe Room            | Carlos Bernard   | Rick Eid a Joe Halpin           | 18. února 2020     | 9,22                                   |
| 39           | 17        | Broken Promises      | Olivia Newman    | Tamara Jaron                    | 10. března 2020    | 8,30                                   |
| 40           | 18        | American Dreams      | Terry Miller     | David Amann                     | 24. března 2020    | 10,67                                  |
| 41           | 19        | Emotional Rescue     | Monica Raymund   | Rick Eid a Joe Halpin           | 31. března 2020    | 10,85                                  |

### Třetí řada (2020–2021)
| Č. v seriálu | Č. v řadě | Původní název          | Režie              | Scénář                                                                  | Premiéra v USA     | Sledovanost v USA (v milionech diváků) |
| ------------ | --------- | ---------------------- | ------------------ | ----------------------------------------------------------------------- | ------------------ | -------------------------------------- |
| 42           | 1         | Never Trust a Stranger | Alex Chapple       | Rick Eid                                                                | 17. listopadu 2020 | 8,21                                   |
| 43           | 2         | Unreasonable Doubt     | Jean de Segonzac   | Tom Szentgyorgyi                                                        | 24. listopadu 2020 | 8,39                                   |
| 44           | 3         | Liar's Poker           | Alex Chapple       | Joe Halpin                                                              | 8. prosince 2020   | 6,71                                   |
| 45           | 4         | Crazy Love             | Jean de Segonzac   | Rick Eid, Tamara Jaron                                                  | 24. ledna 2021     | 8,99                                   |
| 46           | 5         | Clean Slate            | Rose Troche        | Claire Demorest                                                         | 26. ledna 2021     | 8,27                                   |
| 47           | 6         | Uncovered              | Alex Chapple       | Kristy Lowrey                                                           | 7. února 2021      | 7,72                                   |
| 48           | 7         | Discord                | Carlos Bernard     | Andy Callahan                                                           | 2. března 2021     | 7,36                                   |
| 49           | 8         | Walk the Line          | Mykelti Williamson | Rick Eid                                                                | 9. března 2021     | 7,66                                   |
| 50           | 9         | Leverage               | John Polson        | Erica Meredith                                                          | 16. března 2021    | 8,07                                   |
| 51           | 10        | Checks and Balances    | Stephen Surjik     | Tamara Jaron a Claire Demorest                                          | 6. dubna 2021      | 8,07                                   |
| 52           | 11        | Brother's Keeper       | Alex Chapple       | Tom Szentgyorgyi                                                        | 27. dubna 2021     | 7,57                                   |
| 53           | 12        | Fathers and Sons       | Stephen Surjik     | Rick Eid a Joe Halpin                                                   | 4. května 2021     | 8,08                                   |
| 54           | 13        | Short Squeeze          | Joanna Kerns       | Rick Eid a Joe Halpin                                                   | 11. května 2021    | 7,69                                   |
| 55           | 14        | Trigger Effect         | Monica Raymund     | Andy Callahan a Tamara Jaron a Kristy Lowrey                            | 18. května 2021    | 7,59                                   |
| 56           | 15        | Straight Flush         | Alex Chapple       | námět: Claire Demorest a Heather Michaels scénář: Rick Eid a Joe Halpin | 25. května 2021    | 7,08                                   |

### Čtvrtá řada (2021–2022)
| Č. v seriálu | Č. v řadě | Původní název       | Režie             | Scénář                                             | Premiéra v USA     | Sledovanost v USA (v milionech diváků) |
| ------------ | --------- | ------------------- | ----------------- | -------------------------------------------------- | ------------------ | -------------------------------------- |
| 57           | 1         | All That Glitters   | Alex Chapple      | námět: Dick Wolf a Rick Eid scénář: Rick Eid       | 21. září 2021      | 7,12                                   |
| 58           | 2         | Hacktivist          | Jean de Segonzac  | Claire Demorest                                    | 28. září 2021      | 7,37                                   |
| 59           | 3         | Trauma              | Alex Chapple      | Joe Webb                                           | 5. října 2021      | 6,71                                   |
| 60           | 4         | Know Thyself        | Tim Busfield      | námět: Jen Frosch scénář: Joe Halpin               | 12. října 2021     | 6,75                                   |
| 61           | 5         | Charlotte's Web     | Yangzom Brauen    | Claire Demorest a Heather Michaels                 | 2. listopadu 2021  | 6,99                                   |
| 62           | 6         | Allegiance          | John Polson       | Keith Eisner                                       | 9. listopadu 2021  | 7,17                                   |
| 63           | 7         | Gone Baby Gone      | Eif Rivera        | Zach Calig                                         | 16. listopadu 2021 | 7,61                                   |
| 64           | 8         | Fire and Rain       | Sharat Raju       | Rick Eid                                           | 7. prosince 2021   | 7,02                                   |
| 65           | 9         | Unfinished Business | Alex Chapple      | námět: Joe Halpin a J.F. Halpin scénář: Joe Halpin | 14. prosince 2021  | 8,31                                   |
| 66           | 10        | Fostered            | Stephen Surjik    | Joe Webb a York Walker                             | 4. ledna 2022      | 8,52                                   |
| 67           | 11        | Grief               | Matthew McLoota   | Keith Eisner                                       | 11. ledna 2022     | 8,45                                   |
| 68           | 12        | Under Pressure      | Brenna Malloy     | Claire Demorest                                    | 1. února 2022      | 7,54                                   |
| 69           | 13        | Pride and Prejudice | Alex Chapple      | námět: Joe Halpin scénář: Kristy Lowrey            | 22. února 2022     | 7,38                                   |
| 70           | 14        | Ambition            | Jean de Segonzac  | Keith Eisner                                       | 8. března 2022     | 7,71                                   |
| 71           | 15        | Scar Tissue         | Lisa Robinson     | Heather Michaels                                   | 22. března 2022    | 8,03                                   |
| 72           | 16        | Protective Details  | Alex Zakrzewski   | Joe Webb                                           | 29. března 2022    | 7,58                                   |
| 73           | 17        | One Night Stand     | Alex Chapple      | Rick Eid a Joe Halpin                              | 12. dubna 2022     | 7,39                                   |
| 74           | 18        | Fear Nothing        | Jon Cassar        | Rick Eid a Joe Halpin                              | 19. dubna 2022     | 7,51                                   |
| 75           | 19        | Face Off            | Jackeline Tejada  | Claire Demorest a York Walker                      | 26. dubna 2022     | 7,56                                   |
| 76           | 20        | Ghost From The Past | Heather Cappiello | Rick Eid a Joe Halpin                              | 10. května 2022    | 7,16                                   |
| 77           | 21        | Kayla               | Alex Zakrzewski   | Keith Eisner a Joe Webb                            | 17. května 2022    | 7,15                                   |
| 78           | 22        | Prodigal Son        | Alex Chapple      | Rick Eid                                           |                    |                                        |

## Produkce
Poprvé o projektu mluvil Dick Wolf na letní konferenci Television Critics Association v roce 2016. Tam prozradil své plány o výrobě nového kriminálního a dramatického seriálu, který by se měl odehrávat v New Yorku a zaměřovat se na FBI. Původním plánem bylo představit seriál na stanici NBC jako spin-off seriálu Zákon a pořádek: Útvar pro zvláštní oběti. NBC se ale jeho nápad nezamlouval. Dne 20. září 2017 však seriál objednala stanice CBS a bude to tak poprvé za 15 let, kdy se bude Wolfův seriál vysílat na jiné stanici než NBC. Seriál produkují studia CBS Television Studios a Universal Television.
Dne 25. ledna byla stanicí CBS objednána druhá řada, která měla premiéru 24. září 2019. Dne 7. května 2019 bylo ohlášeno, že se k seriálu připojila Milena Govich, která na něm bude pracovat jako režisérka a výkonná producentka.

### Casting
V květnu 2018 bylo oznámeno, že Connie Nielsen, která se měla objevit v roli Ellen, opustila seriál z neznámých důvodů. Později bylo doplněno, že její role nebude přeobsazena a objeví se v prvním díle. Sela Ward se bude v seriálu objevovat až od druhého dílu v podobné roli jako Dany Mosier.